# اچ‌ام‌اس ئی۴۸

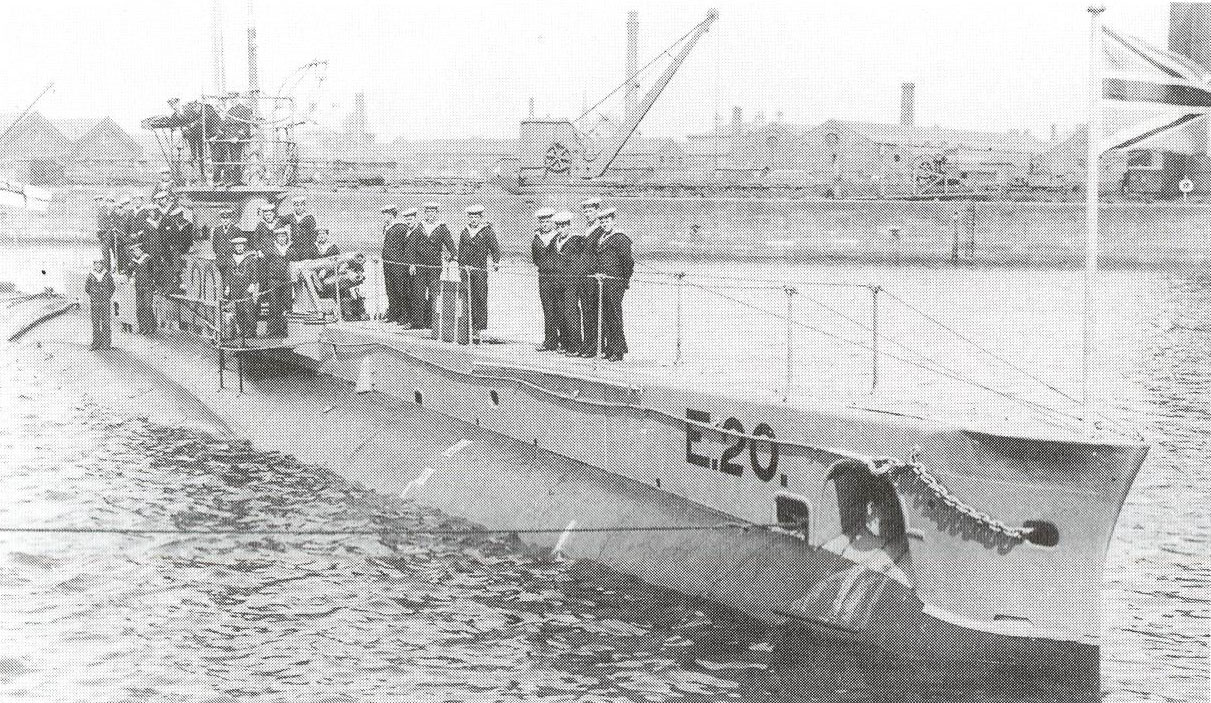
HMS E20، یکی از قربانیان SM UB-14، به فرماندهی ستوان هاینو فون هایمبورگ.

اچ‌ام‌اس ئی۴۸ (به انگلیسی: HMS E48) یک زیردریایی بود که طول آن ۱۸۱ فوت (۵۵ متر) بود. این زیردریایی در سال ۱۹۱۶ ساخته شد.